# Тодор Варджиев
Тодор Нишов Варджиев е български художник и графичен дизайнер.

## Биография
Роден е на 16 януари 1943 г. в Горна Джумая. Следва в Националната художествена академия в София. След като печели национален конкурс заминава да учи в Германия, където завършва Академията за графика и изкуство на книгата в Лайпциг. През 1972 г. завършва магистърска степен по изкуство на книгата и графичен дизайн при проф. д-р Алберт Капър и проф. Валтер Шилер. От 1976 г. е преподавател в Националната художествена академия, от 1983 г. е доцент, а през 1999 е избран за професор.

## Творчество
Негови проекти са възпоменателната пластична композиция „Папа Йоан-Павел II“ в градинките на Ватикана (2003 г.) и паметният знак „Манфред Вьорнер“ в Южния парк в София. Тодор Варджиев е автор на дизайна на документите за самоличност в Република България, както и на знаците на Националната художествена академия, Авиокомпания „България Еър“, Министерство на околната среда, Българския спортен тотализатор, Атлантическия клуб, Държавната агенция за информационни технологии и съобщения. Автор е на дизайна на монетата от 50 стотинки, емисия 2004 г., която е в обращение от 2004 г. по повод присъединяването на България към НАТО.
Работи и в областта на шрифта и калиграфията